# Spitalkirche (Uffenheim)

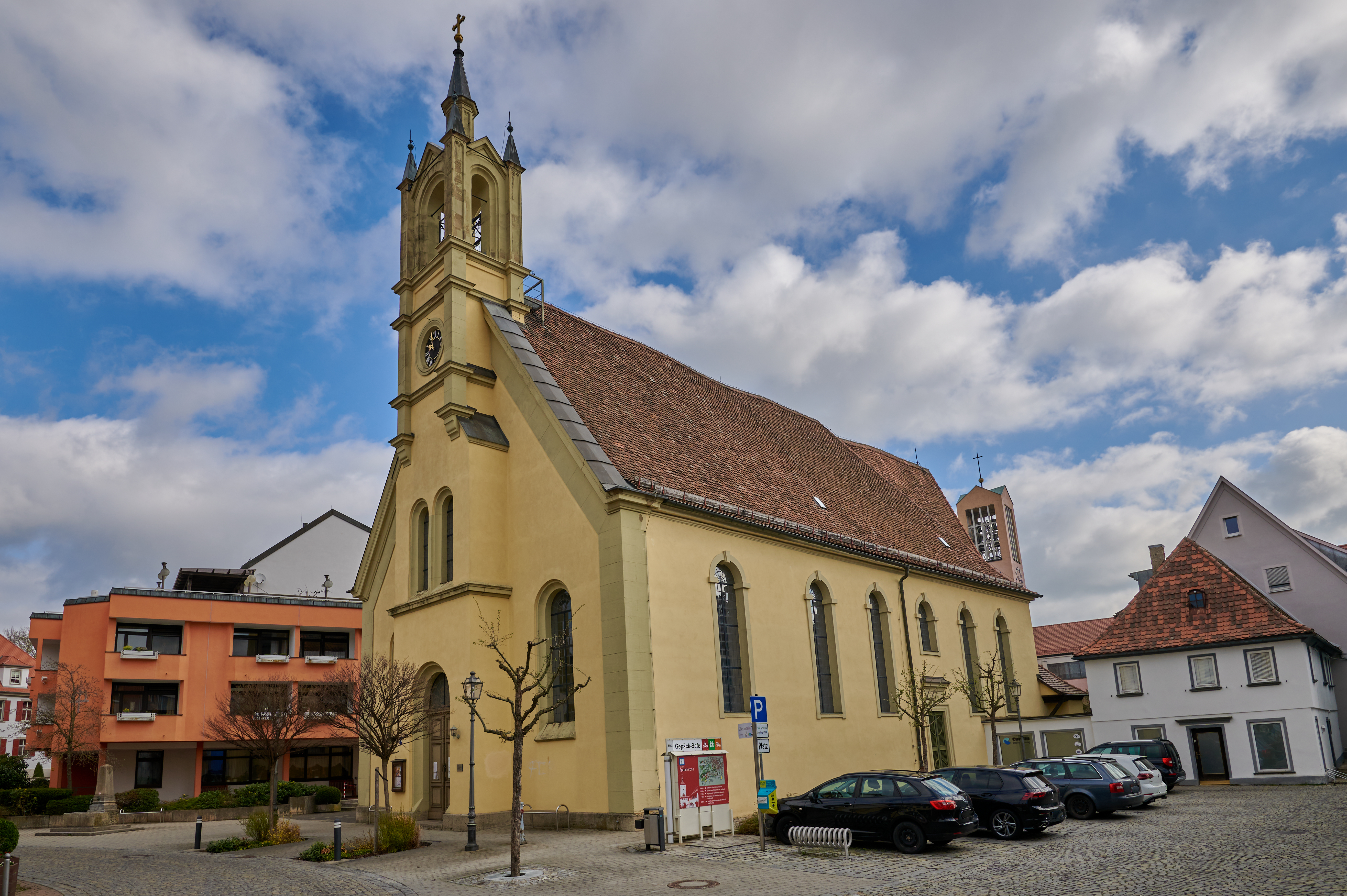
Spitalkirche (Uffenheim)

Die denkmalgeschützte, evangelisch-lutherische Spitalkirche steht in Uffenheim, einer Stadt im Landkreis Neustadt an der Aisch-Bad Windsheim (Mittelfranken, Bayern). Die Kirche ist unter der Denkmalnummer D-5-75-168-71 als Baudenkmal in der Bayerischen Denkmalliste eingetragen. Die Kirche gehört zur Pfarrkirche.

## Beschreibung
Die Saalkirche wurde im Kern um 1360 gebaut und 1710/11 eingreifend umgestaltet. Ihr Langhaus hat im Osten einen eingezogenen, dreiseitig geschlossenen Chor. Der Fassadenturm im Westen, der in das Langhaus halb eingestellt ist, wurde 1881 errichtet. 
Die Innenräume von Langhaus, in dem sich umlaufende Emporen befinden, und Chor sind mit einer einheitlichen Volutendecke überspannt. Zur Kirchenausstattung gehören der im ersten Viertel des 18. Jahrhunderts gebaute Altar und die 1610 aufgestellte Kanzel. Die Tumba für einen von Hohenlohe wurde 1726 aus der Pfarrkirche hierher gebracht. Die Orgel mit 13 Registern wurde 1912 von G. F. Steinmeyer & Co. gebaut.